# Chó săn Pharaoh
Chó săn Pharaoh (Pharaoh Hound hay Fair-o Hound) là giống chó săn cổ xưa có nguồn gốc cổ xưa nhất trên trái đất. Tổ tiên của chúng ở Ai Cập cổ đại, phục vụ các vị vua Pharaoh và được sử dụng chủ yếu trong việc săn bắn và bảo vệ. Sau đó chúng được nhập khẩu vào Anh và Mỹ vào những năm 60 và trở nên phổ biến. Đây là giống chó duyên dáng, thanh lịch, mạnh mẽ và chạy nhanh. Nó cũng rất thông minh, bướng bỉnh vì chúng có suy nghĩ độc lập. Chúng còn có giá thành cao trên thị trường với 3.000 USD cho mỗi một con.

## Tổng quan
Là giống chó có nguồn gốc cổ xưa nhất trên trái đất (khoảng từ 3 – 4 nghìn năm trước Công nguyên). Tổ tiên của chúng bắt đầu từ thời Ai Cập cổ đại, từng phục vụ các vị vua Pharaon. Chúng được dùng làm chó chuyên săn thỏ. Trong 2000 năm tiếp theo, đảo Malta là nơi có công gìn giữ và phát triển loài chó quý này. Chủ yếu dùng vào việc săn bắn và bảo vệ. Sau đó chúng được du nhập vào Anh và Mỹ vào những năm 60 của thế kỷ XX.

## Đặc điểm

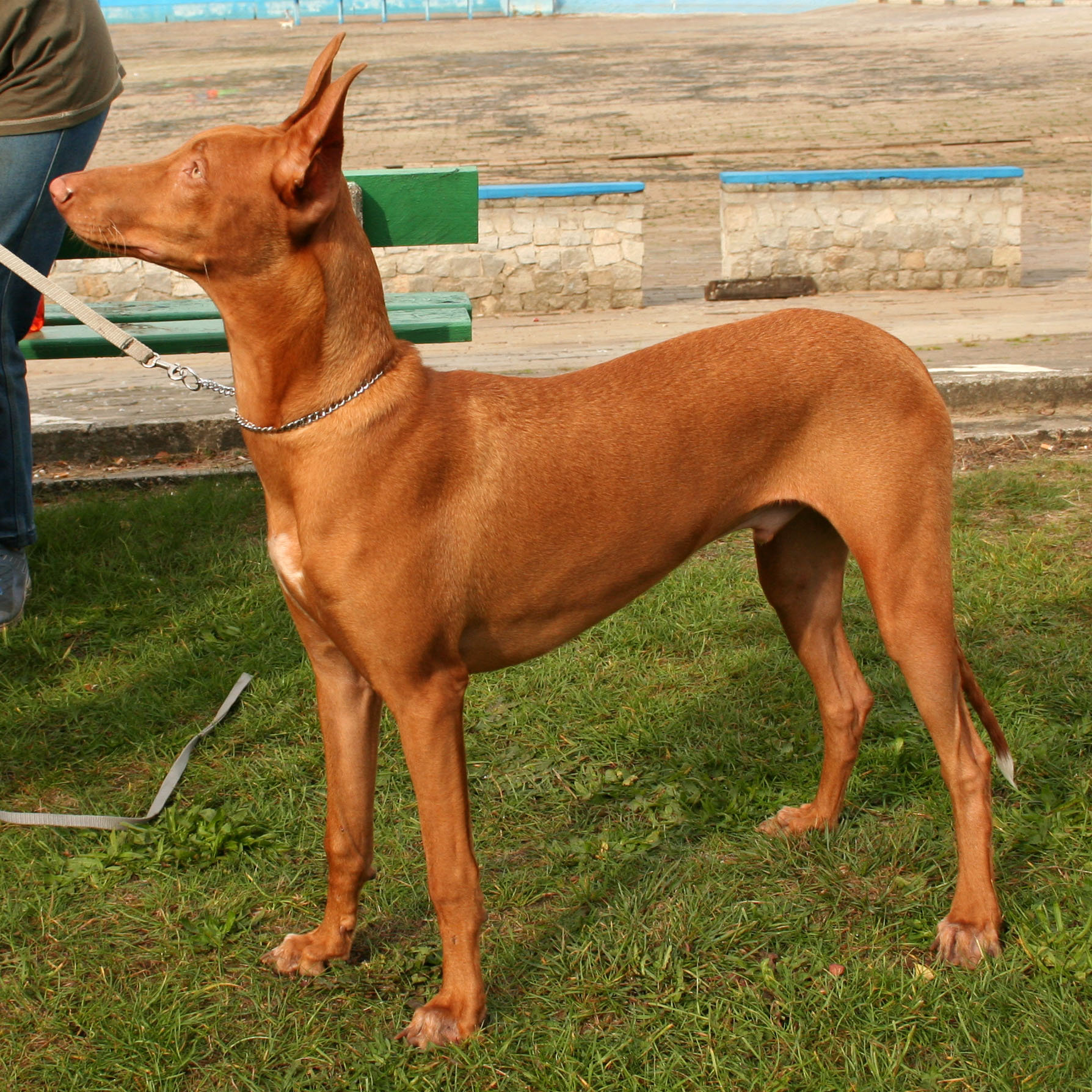
Tổng thể một con chó tiêu chuẩn

Là loài chó săn có vẻ đẹp rất duyên dáng. Hệ cơ bắp mềm mại và uyển chuyển. Chó săn đực cao khoảng từ 23 - 25 inches (59 – 63 cm) và cân nặng từ 45 – 55 pounds (20 – 25 kg). Chó cái cao từ 21 - 24 inches (53 – 61 cm). Chúng sống lâu khoảng 11 -14 năm. Đây là giống chó rất mạnh khoẻ và cứng cáp. Tuy vậy, chúng lại khá nhạy cảm đối với côn trùng và các loại hoá chất. Đầu chúng hình chữ V, trán phẳng, mõm dài và thanh thoát. Mắt nhỏ có màu hổ phách hoặc nâu sáng. Tai rất to và luôn dựng đứng. Mũi nâu hơi ngả sang hồng. Răng chắc khỏe và rất sắc bén. Hàm rất khỏe. Cổ dài và hơi uốn cong. Ức sâu và nở.
Đuôi có hình dáng giống chiếc roi, nhỏ dần đều đến chóp, luôn buông thõng. Hai chân trước thẳng. Móng treo có thể giữ lại hoặc bỏ đi tuỳ theo yêu cầu. Bộ lông ngắn bóng mượt có màu đỏ hoặc nâu sẫm, thường có điểm vết trắng. Những cá thể có đốm trắng trên đuôi thường được đánh giá cao. Ngôi sao trắng trên ngực, bàn chân trắng hay vệt trắng nhỏ trên giữa mặt cũng được chấp nhận. Các vết trắng trên các phần khác của cơ thể bị coi là dị tật. Việc chăm sóc cho bộ lông không đòi hỏi nhiều, chỉ cần chải lông cho chúng và chỉ tắm khi cần thiết. Chúng là loài chó rất sạch sẽ, không có mùi hôi và thuộc loài rụng lông vừa phải.

## Tập tính
Chúng tương đối độc lập và là một trong những loài chó có tính cách dễ chịu nhất. Ôn hoà trong khuôn viên của gia chủ, thích chơi đùa, dũng cảm, kiên nhẫn, trung thành và yêu quý chủ nhân. Không ồn ào, thông minh và luôn cư xử đẹp một cách bẩm sinh cũng là đặc tính nổi trội của loài chó này. Chúng rất yêu quý trẻ con, nhưng cũng luôn cảnh giác đối với người lạ. Khi bị kích động, tai và mũi chuyển sang màu đỏ hồng sẫm.
Giống chó này tương đối dễ huấn luyện. Người dạy cần có hiểu biết sâu về tính cách của chúng để tìm cách tiếp cận thích hợp. Việc tiếp xúc với các loài vật khác từ nhỏ sẽ giúp cho chúng trở nên hoà đồng hơn khi trưởng thành. Chúng cũng tỏ ra hoà thuận với các con chó khác, tuy nhiên thích tỏ ra chèn ép các cá thể đực. Rất nhanh nhẹn và thích săn đuổi. Là một thợ săn thượng hạng nên cần đề phòng cho các con vật nhỏ khác như mèo, thỏ. Cần đeo rọ mõm khi ra ngoài.

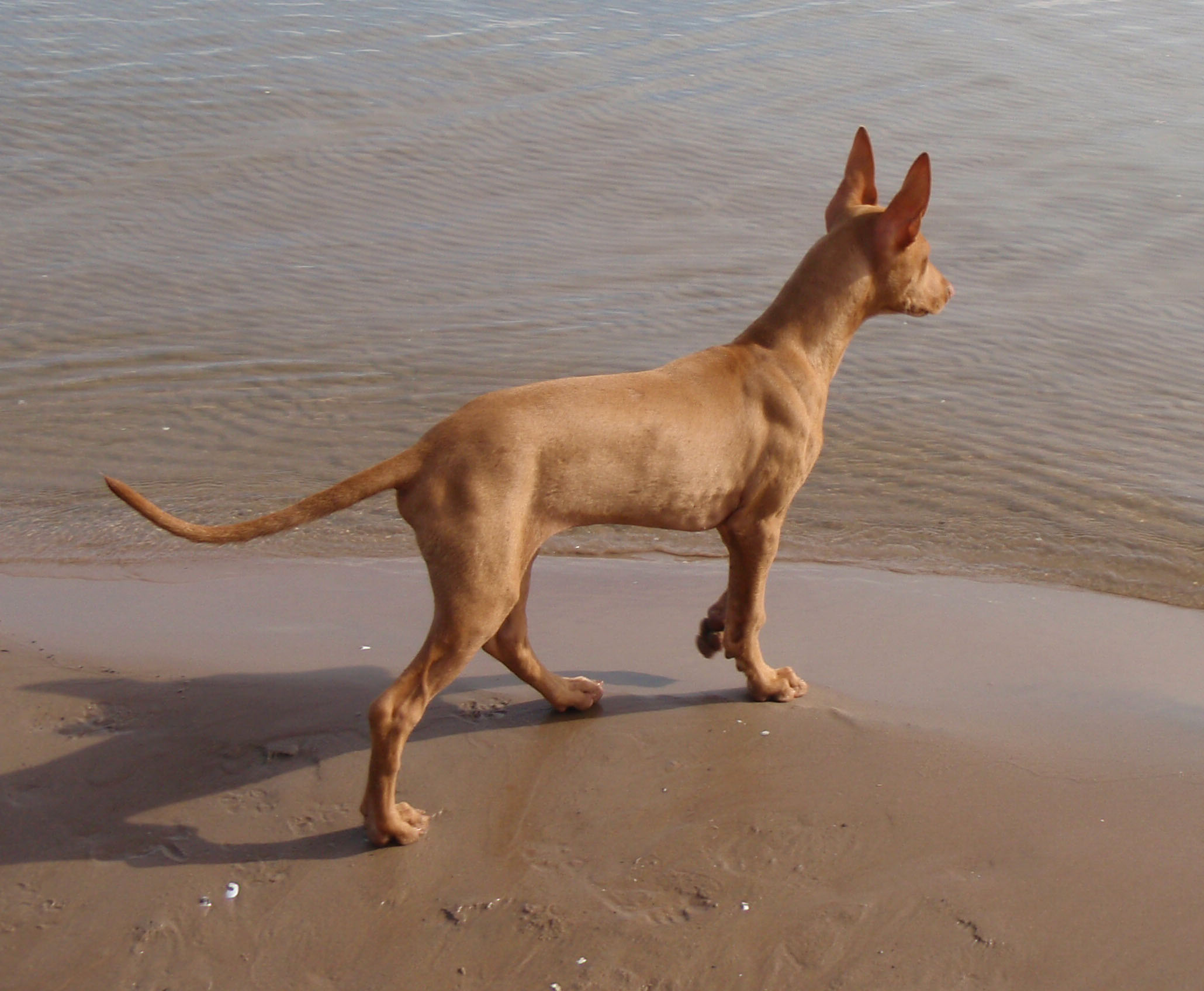
Một con Pharaoh đang thận trọng thám thính

Chúng có thể sống trong điều kiện căn hộ nếu đủ điều kiện để hoạt động. Tương đối thụ động trong nhà và có thể sống tốt nhất khi có sân vườn. Rất sợ lạnh nên không thể ngủ ngoài nhà, nói chung là thích ngủ trong nhà cùng với chủ nhân. Nó có thể chạy theo săn đuổi một vật gì đó theo bản năng còn sót lại. Có thể nhảy rất cao nên cần có hàng rào cao bao quanh sân vườn. Nhu cầu vận động cao nên luôn tận dụng mọi cơ hội để tập luyện những chiếc chân thanh mảnh của chúng.